# عبيدة نحاس
عبيدة نحاس (ولد عام 1976) سياسي سوري، رئيس حركة التجديد الوطني، وعضو مفاوض في وفد المعارضة السورية إلى مؤتمر جنيف 2 للسلام في سوريا الذي مثل الائتلاف الوطني لقوى الثورة والمعارضة السورية في المفاوضات حول انتقال سياسي في سورية في 2014، وعضو الأمانة العامة في المجلس الوطني السوري.

## النشأة
ولد عبيدة بن محمود نديم نحاس يوم الثلاثاء 12 محرم 1396هـ الموافق 13 يناير (كانون الثاني) 1976م في العاصمة البريطانية لندن لأبوين سوريين متحدرين من مدينة حلب، ووالده الباحث محمود نديم نحاس كاتب وأستاذ جامعي متخصص في هندسة الطيران.
قضى معظم فترات تعليمه الابتدائي والإعدادي والثانوي في السعودية، وحصل على شهادة الثانوية العامة (التوجيهي) من ثانوية ابن خلدون بـجدة في 1993.
تلقى تعليمه الجامعي في الأردن، بدءاً من 1993، حيث درس بـجامعة مؤتة والجامعة الأردنية، وحصل على شهادة البكالوريوس في العلوم السياسية في 1996. ثم انتقل للدراسات العليا في المملكة المتحدة حيث حصل على شهادة الماجستير في دراسات التنمية من مدرسة الدراسات الشرقية والأفريقية (SOAS) بجامعة لندن البريطانية في 1999، والتحق بقسم الدراسات السياسية بجامعة إكستر البريطانية في 2004 لدراسة الدكتوراه.

## الحياة العملية
بدأ حياته العملية مراسلاً ومحرراً صحفياً في وكالة قدس برس إنترناشيونال للأنباء بلندن في 1996. وتنقل بين مهام عدة في الوكالة، حتى أصبح محرر الشؤون الدولية، ونشرت تقاريره في عدد من الصحف والمجلات العربية، مثل القدس العربي والعرب العالمية، وصحف فلسطينية وأردنية وعراقية.
في أكتوبر 2001 أسس «معهد الشرق في لندن» (The Levant Institute)، وهو مركز دراسات (Think Tank) متخصص في الشأن السوري.
أسس من خلال المعهد أول موقع إخباري سوري إلكتروني غير حكومي هو «أخبار الشرق» (Levant News) وذلك في أكتوبر 2001، وترأس تحريره لفترة، وبقي الموقع لسنوات المصدر الأول لأخبار المعارضة في سورية. ونشر الموقع أخباره باللغة العربية، ولفترة محدودة باللغة الإنكليزية.
يملك مع شركائه شركة في لندن تعمل في مجال استشارات الإدارة والأعمال.

## الحياة السياسية
انتمى إلى جماعة الإخوان المسلمين في سورية في شبابه، ولكنه استقال من الجماعة رسمياً مع بعض زملائه بعد انطلاق الثورة السورية 2011 نظراً لانتمائه إلى حركة سياسية تتبنى مرجعية فكرية مختلفة.
عُرف في أوساط المعارضة السورية بعد 2006 كمستشار للمراقب العام لـجماعة الإخوان المسلمين في سورية في حينها المحامي علي صدر الدين البيانوني، وذلك حتى عام 2009، عندما ابتعد مؤقتاً عن العمل السياسي لمتابعة أعماله التجارية الخاصة.
ساهم في تأسيس جبهة الخلاص الوطني (سوريا) التي تأسست بالتعاون بين نائب الرئيس السوري السابق المنشق عبد الحليم خدام وجماعة الإخوان المسلمين في سورية، وذلك في بروكسل في مارس 2006، ثم عقدت مؤتمرها التأسيسي في يونيو 2006 في لندن، وشارك فيه أكثر من 70 عضواً، ومؤتمرها الثاني في 2007 في برلين. انتُخب عضواً في الأمانة العامة المكونة من 12 عضواً لدورتين، وكانت بمثابة القيادة الجماعية للجبهة، وضمت أهم قادة المعارضة السورية في حينها، وهم: عبد الحليم خدام، علي صدر الدين البيانوني، صلاح بدر الدين، زهير سالم، نجيب الغضبان، نصر حسن، عبيدة نحاس، صلاح عياش، محمود الكيلاني. عُين منسقاً إعلامياً للجبهة، وظهر على الإعلام العربي والأجنبي متحدثاً باسم المعارضة السورية في محافل عدة، وكانت الجبهة تطالب بإسقاط نظام بشار الأسد، بعد اغتيال رئيس الوزراء اللبناني رفيق الحريري.

## حركة التجديد الوطني
في فبراير 2017 أسس ومجموعة من السياسيين السوريين حركة التجديد الوطني، واختير رئيساً للحركة التي تنتمي إلى يمين الوسط السوري. وتضم الحركة شخصيات أسهمت في تأسيس المجلس الوطني السوري ولعبت دوراً في الحكومة السورية المؤقتة التي شكّلتها المعارضة السورية في 2013. وكان نحاس بين 2011 و2017 عضواً بارزاً في حركة العمل الوطني من أجل سورية وشغل منصب أمين سرها.
ويعتبر البعض الحركة منشقة تمثل تمرد الجيل الجديد على جماعة الإخوان المسلمين في سورية التقليدية.

## الثورة السورية
لعب دوراً مهماً في الساحة السياسية السورية بعد انطلاق ثورة مارس 2011، فقد عُرف كواحد من أبرز المتحدثين باسم الثورة في الإعلام العربي والإنكليزي، وظهر في مئات المقابلات التلفزيونية والصحفية بين عامي 2011 و2014، ومن أبرزها مشاركته في برنامج «حوار الدوحة» (The Doha Debates) الذي استضافه الإعلامي البريطاني الشهير تيم سيباستيان على قناة بي بي سي ورلد نيوز.

## مؤتمر بروكسل
ساهم بشكل رئيسي في مؤتمر بروكسل للمعارضة السورية في يونيو 2011 وكان المتحدث الإعلامي باسمه، وأصبح عضواً في لجنة المتابعة التي انتخبها المؤتمر.

## المجلس الوطني السوري
لعب نحاس دوراً أساسياً كعضو في حركة العمل الوطني من أجل سورية آنذاك في تأسيس المجلس الوطني السوري في إسطنبول بين أغسطس وأكتوبر 2011 إلى جانب أحزاب وتجمعات المعارضة السورية المختلفة، وأبرزها جماعة الإخوان المسلمين في سورية وإعلان دمشق للتغيير الوطني الديمقراطي ولقاء التنسيق الديمقراطي الذي أصبح اسمه لاحقاً الكتلة الوطنية المؤسسة. واعتُبر المجلس المظلة السياسية للثورة والمعارضة في سورية برئاسة د. برهان غليون، ثم د. عبد الباسط سيدا، وذلك بعد حصوله على اعتراف مجموعة أصدقاء الشعب السوري به «ممثلاً شرعياً للشعب السوري» في مؤتمر بإسطنبول حضرته 83 دولة في أبريل 2012.
اختير في مايو 2012 عضواً في الأمانة العامة للمجلس الوطني أثناء اجتماعها في روما. كما انتُخب نحاس، الذي يعتبر أحد مهندسي المجلس الوطني السوري وإعادة هيكلته؛ في نوفمبر 2012 عضواً في الأمانة العامة الثانية للمجلس على قائمة «المستقبل لنا» بالاشتراك مع محمد الحاج عبد الله ممثل الحراك الثوري في حلب، ودعم نحاس ترشيح وانتخاب جورج صبرا رئيساً للمجلس لولاية أولى في 2012.

## الائتلاف الوطني لقوى الثورة والمعارضة السورية
مع تأسيس الائتلاف الوطني لقوى الثورة والمعارضة السورية في نوفمبر 2012 في الدوحة، تراجع دور المجلس الوطني السوري إلى مجرد تحالف سياسي.
وقد حصل الائتلاف برئاسة الشيخ أحمد معاذ الخطيب على اعتراف مجموعة أصدقاء الشعب السوري «ممثلاً شرعياً للشعب السوري ومظلة تنظيمية تأتلف تحتها أطياف المعارضة السورية» وذلك في مؤتمر مراكش في ديسمبر 2012.
على الرغم من أن نحاس لم يدخل الائتلاف الوطني؛ إلا أن أطرافاً في المعارضة اتهمته مع آخرين بالعمل على تغيير تحالف الائتلاف الوطني من قطر إلى المملكة العربية السعودية، من خلال ترتيب زيارة للمكتب التنفيذي للمجلس الوطني السوري إلى جدة في مايو 2013، أسفرت عن بناء تحالف سياسي جديد بين المجلس والسعودية أثمر توسيع الائتلاف الوطني لدخول كتلة التحالف الديمقراطي برئاسة ميشيل كيلو، وانتخاب مرشحها الشيخ أحمد الجربا المقرب من السعودية رئيساً للائتلاف الوطني على حساب مصطفى صباغ رجل الأعمال السوري المقرب من قطر. كما يُعتقد أن نحاس لعب دوراً في الدعم السعودي لترشيح د. أحمد طعمة من إعلان دمشق لرئاسة الحكومة السورية المؤقتة على حساب رئيس الحكومة المكلف غسان هيتو المقرب من قطر أيضاً.

## مفاوضات جنيف 2
اختار الائتلاف الوطني السوري عبيدة نحاس عضواً في الوفد المفاوض عن المعارضة السورية الذي ضم 15 عضواً إلى مؤتمر جنيف 2 للسلام في سوريا الذي انعقد في يناير 2014. وشارك كمفاوض في المفاوضات حول الانتقال السياسي في سورية التي خاضها وفد المعارضة برئاسة هادي البحرة، مع وفد حكومة الرئيس بشار الأسد برئاسة بشار جعفري ممثل سورية لدى الأمم المتحدة، وذلك تحت إشراف المبعوث المشترك للجامعة العربية والأمم المتحدة إلى سورية الأخضر الإبراهيمي وزير الخارجية الجزائري الأسبق. وظهر نحاس خلال المفاوضات كأحد المتحدثين باسم المعارضة السورية، ولكن مفاوضات جنيف 2 فشلت في 15 فبراير 2014 كما أعلن في حينها الإبراهيمي.